# Efekt YORP
Efekt YORP (skrót od nazwisk Yarkovsky-O'Keefe-Radzievskii-Paddack) – zjawisko zmiany prędkości rotacji małych nieregularnych planetoid pod wpływem promieniowania słonecznego. Efekt ten związany jest z faktem, że ogrzewane Słońcem obracające się ciało niebieskie ma niesymetryczny rozkład temperatury powierzchni. Słońce ogrzewa powierzchnię, na skutek czego strona „wieczorna”, czyli część powierzchni, na której Słońce właśnie zachodzi lub przed chwilą zaszło, jest cieplejsza niż strona „poranna”, na której Słońce wschodzi. Dlatego promieniowanie cieplne ze strony wieczornej jest silniejsze niż z porannej. Związane z tym ciśnienie promieniowania powoduje powstanie niewielkiej, niezrównoważonej siły działającej na to ciało (zjawisko to nazywane jest efektem Jarkowskiego).
Dla ciał dokładnie kulistych promieniowanie wysyłane z każdego punktu powierzchni jest symetryczne i nie powoduje pojawienia się momentu siły, który mógłby zmienić prędkość obrotu ciała. Taki moment siły będzie się jednak pojawiać, jeżeli powierzchnia ciała nie jest lokalnie prostopadła do jego promienia. Jeżeli ciało nie jest przy tym symetryczne, to suma momentów siły od promieniowania z każdego punktu powierzchni może być niezerowa, tym samym może pojawiać się niewielkie przyspieszenie kątowe, powodujące zwiększanie lub zmniejszanie prędkości obrotu. Zjawisko jest znaczące tylko dla niewielkich ciał, o średnicy nieprzekraczającej kilku kilometrów. Większe ciała mają większy moment bezwładności, przez co trudniej zmienić ich prędkość obrotu, ponadto mają zwykle bardziej regularny kształt, przez co moment siły pochodzący od efektu YORP jest mniejszy.
Efekt YORP został zaproponowany w 2000 roku przez Davida Rubincama jako wyjaśnienie obserwowanego nadmiaru ciał szybko rotujących wśród małych planetoid. Od tego czasu udało się bezpośrednio zaobserwować przyspieszenie obrotów u planetoid (1862) Apollo i (54509) YORP, zmierzone przyspieszenie jest w obydwu wypadkach w zgodzie z oszacowaniami efektu YORP, wyliczonymi ze znanych z obserwacji radarowych kształtów obydwu ciał. W 2022 roku, podczas misji DART zaobserwowano efekt YORP także na planetoidzie (65803) Didymos.
Efekt YORP może, działając w odpowiednio długim czasie, spowodować tak duże zwiększenie prędkości obrotu, że doprowadzi do rozerwania planetoidy. Zjawisko to może być odpowiedzialne za pojawianie się wśród małych planetoid układów podwójnych, tj. złożonych z dwóch ciał krążących wokół wspólnego środka masy.